# Ibn Zaydún
Abu al-Waleed Ahmad Ibn Zaydún al-Makhzumi thường được gọi ngắn gọn là Ibn Zaydún (tên đầy đủ bằng tiếng Ả Rập: أبو الوليد أحمد بن زيدون المخزومي) (1003 – 1071) – nhà thơ Ả Rập – Tây Ban Nha trung cổ.

## Tiểu sử
Ibn Zaydún sinh ở Cordoba, trong một gia đình quý tộc Ả Rập giàu có và nổi tiếng. Ông và cha của Ibn Zaydún đều là những lãnh chúa có rất nhiều đất đai. Ibn Zaydún được giáo dục theo truyền thống và văn hóa Hồi giáo. Ông từng làm thư ký cho lãnh chúa Córdoba, sau khi bị dân chúng nổi dậy phản đối vì thuế khóa, ông đến Seville làm thầy dạy cho con cái của lãnh chúa Al Mutamid – cũng là một nhà thơ nổi tiếng đương thời. Ibn Zaydún lãnh nhiều sứ mệnh ngoại giao, đi đến nhiều quốc gia Hồi giáo và tham gia vào nhiều cuộc chinh phạt các quốc gia khác.
Ông là nhà thơ nổi tiếng bởi thơ tình. Hầu như toàn bộ thơ ông đều viết về công chúa Wallada bint al-Mustakfi – nữ thi sĩ, con gái của lãnh chúa Muhammad III of Córdoba. Tuyển tập Divan của ông là một trong những tác phẩm ít ỏi của thơ ca Ả Rập – Tây Ban Nha còn đến ngày nay. Ibn Zaydún là nhà thơ để lại nhiều dấu ấn trong văn học Ả Rập.